# 우나 메이드 엔 맨해튼
《우나 메이드 엔 맨해튼》(스페인어: Una maid en Manhattan)는 2011년 방영된 미국의 텔레노벨라이다.